# Onsjö herred
Onsjö herred (til 1658 dansk: Onsø Herred) var et herred beliggende i  Skåne, Sverige. 
I herredet lå bl.a. slottene Trollesholm slot (dansk: Eriksholm borg), Ellinge slot og Knutstorp borg (dansk: Knudstrup borg).